# Consejo Económico y Social de Portugal
El Consejo Económico y Social (CES) de Portugal es un órgano constitucional para la consulta, concertación y la participación en el área de políticas económicas y sociales. Fue creado en 1991 y desde entonces, se ha erigido como un área para el diálogo y la participación de los diferentes intereses presentes en la sociedad portuguesa.